# Elżbieta Korompay
Elżbieta Korompay ps. „Grażyna” (ur. 8 lipca 1921 w Przemyślu, zm. 12 lub 13 stycznia 1943 w Warszawie) – polska harcerka węgierskiego pochodzenia, łączniczka Armii Krajowej.

## Życiorys
Elżbieta Korompay była córką węgierskiego nauczyciela akademickiego i kapitana Wojska Polskiego Emanuela Aladára Korompaya oraz Mieczysławy z domu Grabas. Zamieszkała w Warszawie i była uczennicą liceum ss. Nazaretanek. Harcerka 11. drużyny Chorągwi Warszawskiej Organizacji Harcerek od 1935. W czasie okupacji niemieckiej na tajnych kompletach zdała maturę, a następnie w Prywatnej Szkole Zawodowej dla Pomocniczego Personelu Sanitarnego dr. Jana Zaorskiego rozpoczęła studia medyczne}. Od 1941 w konspiracji, gdzie była łączniczką ppłk. dypl. Mariana Drobika „Dzięcioła” (szef Oddziału II Informacyjno-Wywiadowczego KG ZWZ-AK), a później w Wydziale Bezpieczeństwa i Kontrwywiadu, którym kierował Bernard Zakrzewski „Oskar”.
9 stycznia 1943 została aresztowana z materiałami obciążającymi w lokalu konspiracyjnym i uznana za przestępczynię polityczną. Była oprowadzana w asyście gestapowców w cywilu po warszawskich kawiarniach w celu wychwytania znanych jej konspiratorów, ale umiejętnym zachowaniem ostrzegała zagrożonych, by się do niej nie zbliżali. W obecności aresztowanej matki była torturowana i gwałcona podczas badań w al. Szucha, ale nic nie ujawniła. Jedna ze współwięźniarek przekazała jej swój cyjanek potasu, który Elżbieta zażyła i zmarła w nocy 12/13 stycznia. 
Odznaczona pośmiertnie Krzyżem Srebrnym Orderu Virtuti Militari i Srebrnym Krzyżem Zasługi z Mieczami, a jej nazwisko figuruje na tablicy pamiątkowej w Muzeum Walki i Męczeństwa w dawnej siedzibie gestapo w al. Szucha.